# Embajada de España en Malasia
La Embajada de España en Malasia es la máxima representación legal del Reino de España en Malasia. También está acreditada en Brunéi (1986).

## Embajador
El actual embajador es José Luis Pardo Cuerdo, quien fue nombrado por el gobierno de Pedro Sánchez el 5 de julio de 2022.

## Misión diplomática
El Reino de España concentra su representación en el país en la embajada en la ciudad de Kuala Lumpur creada en 1967. Aunque esta no fue residente hasta 1982 cuando se estableció la misión diplomática permanente. Además, España tiene un consulado Honorario de España en Kota Kinabalu, en la parte que ocupa Malasia en la isla de Borneo.

## Historia
España y Malasia establecieron relaciones diplomáticas el 12 de mayo de 1967. La embajada no residente en el país asiático dependía de la demarcación diplomática de Tailandia hasta 1982. No obstante, el primer embajador residente fue nombrado en 1985.

## Demarcación
Dentro de la demarcación de Malasia se incluye:
- Estado de Brunéi Darussalam: en 1984 Brunéi obtenía la independencia del Reino Unido, y España estableció relaciones en junio de ese mismo año nombrando al primer embajador acreditado y residente en Kuala Lumpur en 1986. Desde ese momento las relaciones han dependido de la Embajada española en Malasia.